# Afroceto
Afroceto es un género de arañas araneomorfas de la familia Trachelidae. Se encuentra en África austral y África oriental.

## Lista de especies
Según The World Spider Catalog 12.0:
- Afroceto arca Lyle & Haddad, 2010
- Afroceto bisulca Lyle & Haddad, 2010
- Afroceto bulla Lyle & Haddad, 2010
- Afroceto capensis Lyle & Haddad, 2010
- Afroceto coenosa (Simon, 1897)
- Afroceto corcula Lyle & Haddad, 2010
- Afroceto croeseri Lyle & Haddad, 2010
- Afroceto flabella Lyle & Haddad, 2010
- Afroceto gracilis Lyle & Haddad, 2010
- Afroceto martini (Simon, 1897)
- Afroceto plana Lyle & Haddad, 2010
- Afroceto porrecta Lyle & Haddad, 2010
- Afroceto rotunda Lyle & Haddad, 2010
- Afroceto spicula Lyle & Haddad, 2010